# Platypepla deformis
Platypepla deformis är en fjärilsart som beskrevs av W. Warren 1909. Platypepla deformis ingår i släktet Platypepla och familjen mätare. Inga underarter finns listade i Catalogue of Life.